# 何九盈
何九盈（1932年—），湖南省安仁县人，中国古汉语、汉语音韵学专家，对中国传统语言学有全面而深入的研究，其子为何鲤。
何九盈1961年毕业于北京大学中文系，后任北京大学中文系教授，博士生导师，曾任王力语言学奖评审委员会委员，现已退休。
何九盈主要著作有《古汉语音韵学述要》、《上古音》、《中国古代语言学史》等。